# (37437) 2576 P-L
2576 P-L (asteroide 37437) é um asteroide da cintura principal. Possui uma excentricidade de 0.22865300 e uma inclinação de 5.07074º.
Este asteroide foi descoberto no dia 24 de setembro de 1960 por Cornelis Johannes van Houten e Ingrid van Houten-Groeneveld e Tom Gehrels em Palomar.